# Alloperla biserrata
Alloperla biserrata är en bäcksländeart som beskrevs av Nelson, C.H. och Boris C. Kondratieff 1980. Alloperla biserrata ingår i släktet Alloperla och familjen blekbäcksländor. Inga underarter finns listade i Catalogue of Life.